# AXN
AXN je kabelová stanice, která se zaměřuje především na seriály a filmy žánru science fiction, akce, dobrodružství a reality show. Stanice AXN existuje v mnoha světových mutacích. Vlastníkem stanice je Antenna Group. V Česku působí její dceřiná společnost AXN Central Europe se sídlem v Budapešti. Servisní organizací pro distribuci této stanice v České republice je společnost HBO (podobně jako u kanálů Cinemax a Spektrum). Stanice je šiřitelná pomocí satelitního, kabelového a internetového vysílání u většiny domácích operátorů.

## Sesterské stanice
Od října 2007 provozuje AXN také další dva kanály, AXN Crime (později AXN Black) specializovaný na kriminální pořady a AXN Sci-Fi (později AXN White) specializovaný na pořady science fiction. V Asii je provozován i kanál AXN Beyond a v některých zemích i kanál ve vysokém rozlišení obrazu AXN HD. HD verze vysílá taky ve službě Lepší TV to samé co SD verze. Stanice má odlišný obsah také u satelitního distributora DIGI.